# Ragom
Ragom är ett berg i Indonesien.   Det ligger i provinsen Aceh, i den västra delen av landet, 1 800 km nordväst om huvudstaden Jakarta. Toppen på Ragom är 1 129 meter över havet.
Terrängen runt Ragom är huvudsakligen lite bergig.Runt Ragom är det ganska glesbefolkat, med 38 invånare per kvadratkilometer. I omgivningarna runt Ragom växer i huvudsak städsegrön lövskog.